# Монтескудајо
Монтескудајо (итал. Montescudaio) је насеље у Италији у округу Пиза, региону Тоскана.
Према процени из 2011. у насељу је живело 836 становника. Насеље се налази на надморској висини од 224 м.

## Становништво
Према резултатима пописа становништва 2011. у општини је живело 1.958 становника.
| 1931. | 1936. | 1951. | 1961. | 1971. | 1981. | 1991. | 2001. | 2011. |
| ----- | ----- | ----- | ----- | ----- | ----- | ----- | ----- | ----- |
| 2.030 | 2.015 | 2.010 | 1.530 | 1.134 | 1.212 | 1.367 | 1.436 | 1.958 |

## Партнерски градови
- Еберштат
- Castril
- Шарлота Амалија
- Кристијанстед
- Frederiksted
- Брандис на Лаби-Стара Болеслав
- Сент Крој